# الحرب الأهلية الطرابلسية
كانت الحرب الأهلية في طرابلس من 1793 إلى 1795 والتي حدثت في ما يعرف اليوم بليبيا. حيث قام علي برغل (الضابط العثماني) بخلع احمد باشا القرمنلي، حاكم طرابلس، الذي حكم منذ نهاية حكم «علي الأول» الفاسد وغير الفعال في عام 1793. عاد احمد وشقيقه يوسف إلى طرابلس بمساعدة من تونس العاصمة وسيطروا على العرش.
بعد نهاية الحرب، عاد احمد القره مانلي في البداية إلى العرش، وحكم مرة أخرى باسم أحمد الثاني باشا من 20 يناير 1795 حتى 11 يونيو 1795، عندما أطاح به شقيقه يوسف، واستولى على العرش، وأرسل احمد إلى المنفى. حاول حامد فيما بعد العودة إلى العرش والاستيلاء عليه بدعم أمريكي في معركة درنة خلال حرب طرابلس.